# Skawina (gmina)
Skawina – gmina miejsko-wiejska w województwie małopolskim, w powiecie krakowskim. W latach 1975–1998 gmina położona była w województwie krakowskim.
Siedziba gminy to Skawina.
Według danych z 30 czerwca 2016 r. gminę zamieszkiwało 43 235 osób.

## Struktura powierzchni
Według danych z roku 2012 gmina Skawina ma obszar 9984 ha, w tym:
- pola uprawne: 51%
- zieleń nieurządzona: 20%
- zabudowa: 16%
- lasy: 11%[5]

## Demografia
Dane z 30 czerwca 2004:
| Opis                              | Ogółem | Ogółem | Kobiety | Kobiety | Mężczyźni | Mężczyźni |
| --------------------------------- | ------ | ------ | ------- | ------- | --------- | --------- |
| jednostka                         | osób   | %      | osób    | %       | osób      | %         |
| populacja                         | 41 256 | 100    | 21 263  | 51,5    | 19 993    | 48,5      |
| gęstość zaludnienia (mieszk./km²) | 411,9  | 411,9  | 212,3   | 212,3   | 199,6     | 199,6     |

Pierwsza pod względem liczby mieszkańców gmina powiatu krakowskiego.
- Piramida wieku mieszkańców gminy Skawina w 2014 roku[3].

## Historia
Gmina Skawina powstała 1 czerwca 1941, podczas okupacji hitlerowskiej, z obszaru dotychczasowych gmin:
- Radziszów (gromady Borek Szlachecki, Buków, Gołuchowice, Krzęcin, Ochodza, Polanka-Haller, Radziszów, Rzozów i Zelczyna),
- Tyniec (gromady Kopanka, Korabniki, Samborek, Sidzina i Tyniec).
- Sułkowice (gromada Wola Radziszowska).

Po wojnie w powiecie krakowskim w woj. krakowskim w składzie spod okupacji, lecz bez gromady Wola Radziszowska, którą włączono z powrotem do reaktywowanej gminy Sułkowice w reaktywowanym powiecie myślenickim.
1 listopada 1946 z części obszaru gromady Gołuchowice w gminie Skawina utworzono nową gromadę Jurczyce, a z części obszaru gromady Buków – nową gromadę Kulerzów. Według stanu z 1 lipca 1952 jednostka składa się zatem z 16 gromad: Borek Szlachecki, Buków, Gołuchowice, Jurczyce, Kopanka, Korabniki, Krzęcin, Kulerzów, Ochodza, Polanka-Haller, Radziszów, Rzozów, Samborek, Sidzina, Tyniec i Zelczyna. 5 października 1954 gromadę Samborek włączono do Skawiny. 
Gmina Skawina została zniesiona jesienią 1954 roku wraz z reformą wprowadzającą gromady w miejsce gmin.
Reaktywowano ją dopiero 1 stycznia 1973. Tego samego dnia do Skawiny włączono sołectwo Korabniki.

## Religia
- Kościół rzymskokatolicki: 10 parafii
- Świadkowie Jehowy: dwa zbory[15]
- Kościół Zielonoświątkowy w RP: Zbór Syloe

## Zabytki
Obiekty wpisane do rejestru zabytków nieruchomych województwa małopolskiego.
- Facimiech:
  - zespół dworski w Facimiechu
- Jurczyce:
  - zespół dworski w Jurczycach
- Korabniki:
  - zespół dworski w Korabnikach
- Krzęcin:
  - kościół Narodzenia Najświętszej Maryi Panny w Krzęcinie
- Ochodza:
  - dwór w Ochodzy
- Polanka Hallera:
  - zespół pałacowy w Polance Hallera
  - pałac w Polance Hallera
- Radziszów:
  - kościół św. Wawrzyńca w Radziszowie
  - dwór w Radziszowie
- Skawina:
  - kościół św. Szymona Judy w Skawinie
  - kościół Nawiedzenia NMP w Skawinie
  - synagoga Chewra Thilim w Skawinie
  - ratusz w Skawinie
  - zespół zabudowy dworca PKP w Skawinie
  - Polskie Towarzystwo Gimnastyczne „Sokół”
  - park miejski w Skawinie
  - dom przy ul. Konopnickiej 2 w Skawinie
  - dom w Skawinie-Rynek 17
  - dom w Skawinie-Rynek 18
  - dom w Skawinie-Rynek 20
- Wielkie Drogi:
  - park dworski w Wielkich Drogach
  - zabytkowa aleja w Wielkich Drogach
- Wola Radziszowska:
  - kościół Wniebowzięcia Najświętszej Marii Panny w Woli Radziszowskiej

### Pozostałe zabytki i miejsca pamięci
- Zamek w Skawinie
- Dwór w Borku Szlacheckim

## Kultura
Na terenie gminy działają:
- kapela ludowa z Radziszowa,
- chór żeński „Cantica” w Woli Radziszowskiej,
- teatr tańca „IKA” (Zespół Tańca Nowoczesnego),
- orkiestra dęta „Sygnał” z Radziszowa,
- orkiestra dęta z Krzęcina,
- dziecięcy zespół regionalny z Jurczyc,
- zespół wokalno-instrumentalny Amazing z Jaśkowic,
- zespół wokalno-instrumentalny Spiders z Jaśkowic,
- dziecięcy zespół tańca nowoczesnego z Rzozowa,
- zespoły rockowe w Skawinie.

## Sołectwa
- Borek Szlachecki, Facimiech, Gołuchowice, Grabie, Jaśkowice, Jurczyce, Kopanka, Krzęcin, Ochodza, Polanka Hallera, Pozowice, Radziszów, Rzozów, Wielkie Drogi, Wola Radziszowska, Zelczyna.

## Sąsiednie gminy
Brzeźnica, Czernichów, Kalwaria Zebrzydowska, Kraków, Lanckorona, Liszki, Mogilany, Myślenice, Sułkowice

## Galeria

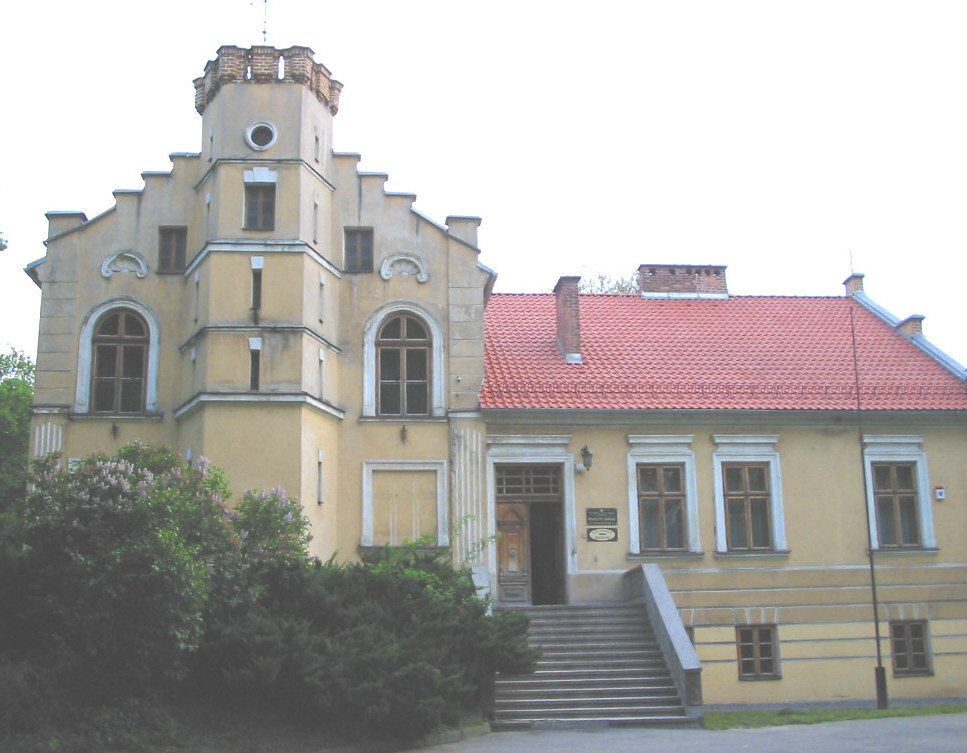
Skawina
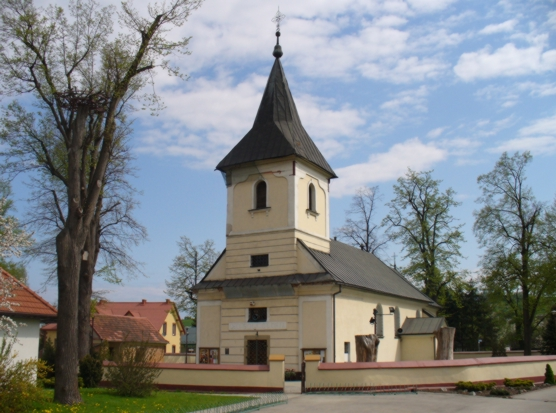
Radziszów
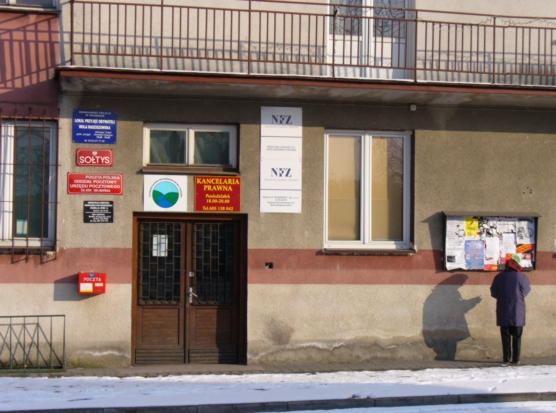
Wola Radziszowska
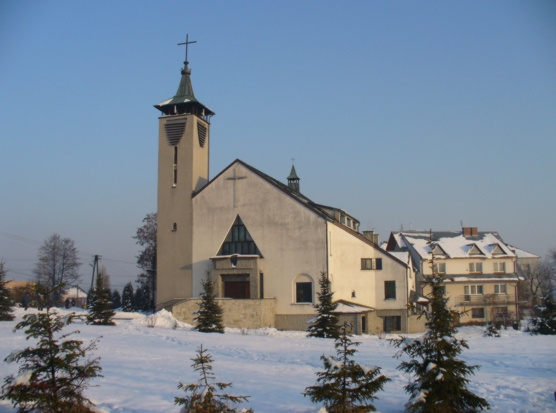
Rzozów
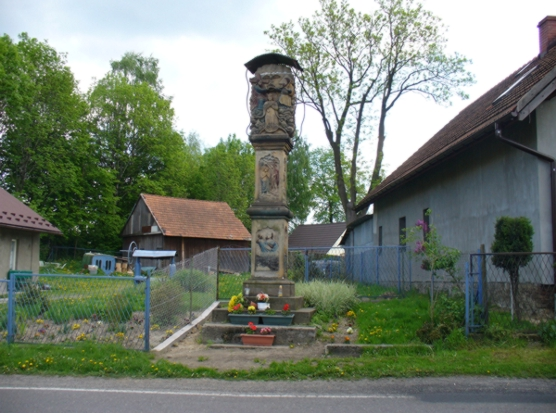
Gołuchowice
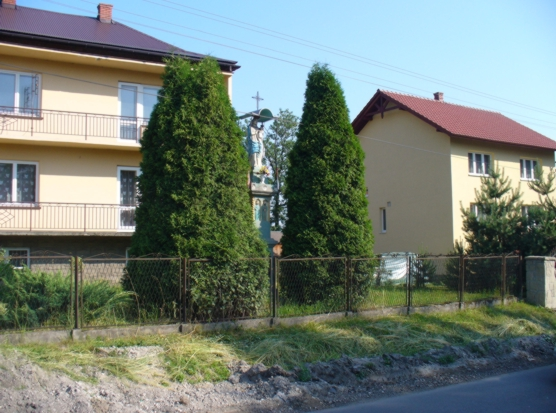
Zelczyna
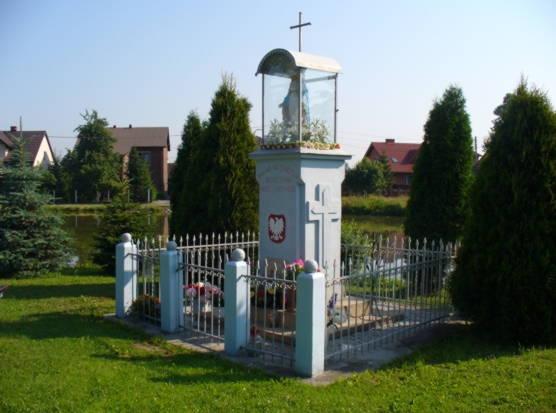
Ochodza
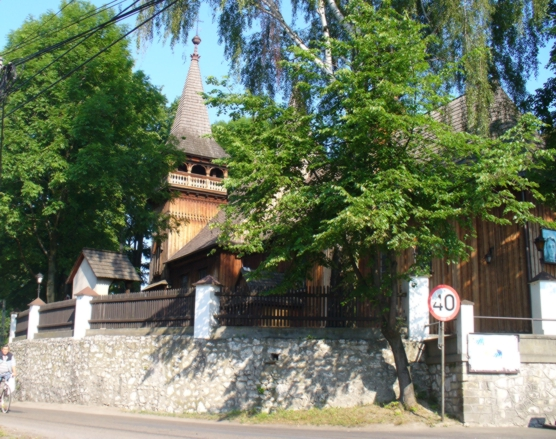
Krzęcin